# Der blaue Express (Roman)
Der blaue Express (Originaltitel The Mystery of the Blue Train, frühere Schreibweise Der blaue Expreß) ist der achte Kriminalroman von Agatha Christie. Er erschien zuerst im Vereinigten Königreich am 29. März 1928 bei William Collins & Sons und später im selben Jahr in den USA bei Dodd, Mead and Company. Die deutschsprachigen Erstausgaben in der Übersetzung von Ernst Simon wurden 1930 im Amonesta-Verlag (Wien) und im Carl Emil Krug Verlag (Leipzig) veröffentlicht. Der Fischer-Taschenbuch-Verlag (Frankfurt am Main), der heute die Rechte besitzt, gab den Roman 2004 neu heraus mit der bis heute verwendeten Übersetzung von Gisbert Haefs.
Es ermittelt Hercule Poirot in seinem fünften Roman gemeinsam mit Katherine Grey.

## Handlung
Poirot besteigt den Train Bleu, einen Luxuszug zwischen Calais und Ventimiglia, um an die Französische Riviera zu reisen. Das tut auch Katherine Grey, die ihren ersten Winter außerhalb Englands verbringen kann, nachdem sie auf sehr romantische Art ein riesiges Vermögen geerbt hat. Auf der Fahrt lernt sie Ruth Kettering kennen, eine amerikanische Millionenerbin, die sich nach dem Scheitern ihrer Ehe mit ihrem Geliebten treffen will. Auch ihr Noch-Ehemann Derek Kettering und dessen neue Freundin befinden sich unter den Passagieren. Am nächsten Morgen findet man Ruth ermordet in ihrem Abteil, sie ist erwürgt worden. Der Diebstahl ihrer kostbaren Rubine und die Gerüchte, dass ein fremder Mann in ihrem Abteil gesehen worden ist, bringen Poirot dazu, nach dem Mörder zu suchen. Beauftragt wird er dazu vom Vater des Mordopfers, dem Millionär Rufus van Aldin. Gemeinsam mit Katherine ermittelt Poirot nicht nur an der Riviera, sondern auch in Paris und England.
Am Ende ergibt sich folgendes Bild: Richard Knighton, der Sekretär von van Aldin, ist in Wirklichkeit ein weltweit agierender Juwelendieb, genannt „Der Marquis“, der von berühmten und historisch interessanten Juwelen besessen ist. Van Aldin hatte seiner Tochter den berühmten Rubin „Feuerherz“ geschenkt, den der Marquis an sich bringen wollte. Aber auch er muss sich dem Leben manchmal ergeben: Er verliebt sich in Katherine Grey. Und als er merkt, dass diese Derek zugetan ist, lenkt er den Verdacht auf Derek und platziert sein silbernes Zigarettenetui mit der Gravierung „K“ – was für die Nachnamen beider Männer stehen könnte – am Tatort. Aufgrund von Zeugenaussagen wird Derek zunächst verhaftet. Poirot durchschaut jedoch die Intrige und kann beweisen, dass Knighton den Mord gemeinsam mit der Zofe, in Wirklichkeit eine auf Hosenrollen spezialisierte Schauspielerin, begangen hat.
Die Handlung des Romans basiert auf der 1923 erschienenen Kurzgeschichte The Plymouth Express mit Poirot, die erst 1951 in den USA, 1974 im Vereinigten Königreich und 1977 in deutscher Sprache in einem Sammelband herausgegeben wurde.
Der Roman enthält die erste Beschreibung des fiktiven Dorfs St. Mary Mead, das später die Heimat von Miss Marple werden wird.

## Personen
- Hercule Poirot, belgischer Privatdetektiv
- Rufus van Aldin, amerikanischer Millionär
- Ruth Kettering, Tochter von Rufus
- Derek Kettering, Ehemann von Ruth
- Mirelle, Tänzerin, Geliebte von Derek
- Richard Knighton, Sekretär von Rufus
- Ada Beatrix Mason, Zofe von Ruth
- Katherine Grey, eine junge englische Dame
- Lady Rosalie Tamplin, die reiche Cousine von Katherine
- Lenox Tamplin, Tochter von Rosalie
- Armand de la Roche, ein Abenteurer
- Demetrius Papopolous, ein griechischer Antiquitätenhändler
- Zia Papopolous, Tochter von Demetrius
- Caux, Polizeikommissar
- Carrège, Untersuchungsrichter

## Kritiken
Das Times Literary Supplement gibt eine positivere Reaktion als Christie selber in seiner Ausgabe vom 3. Mai 1928. Nach der Zusammenfassung der Handlung schließt der Kritiker: „Der Leser wird nicht enttäuscht sein, wenn der distinguierte Belgier es aus psychologischen Gründen ablehnt, den verhafteten Ehemann zu verdächtigen, auf der Grundlage von Ideen eines hässlichen Mädchens, das ständig von seiner Mutter verhöhnt wird. Er baut seine Ideen scheinbar aus der Luft auf, unterstützt sie durch eine Reihe von meisterhaften Beweisen und fängt den Fisch zu jedermanns Überraschung“.
The New York Times Book Review vom 12. August 1928: „Auf dem Papier hat sich Poirot zur Ruhe gesetzt, zur Ruhe setzen heißt bei ihm das Gleiche wie bei einer Primadonna. Lassen Sie sich in Poirots Welt entführen zu einem guten, mörderische Geheimnis und Sie werden nicht wieder loslassen können.“ Der anonyme Kritiker verzichtet aber darauf, einige Vorzüge der Geschichte zu erwähnen.
Robert Barnard: „Christies am wenigsten geliebter Roman, mit dem sie kurz vor und nach ihrem Verschwinden kämpfte. Die internationalen Schauplätze sorgen für ein leichtes Lesen, aber es gibt eine Menge Schulmädchenfranzösisch und einige schlechte Einflüsse von anderen Krimis. Es gibt einige fruchtbringendere Kandidaten für den Titel des ‚schlechtesten Christie‘“.

## Neue Figuren
In diesem Roman tritt zum ersten Mal Poirots Diener George auf. Auch der geheimnisvolle Mr. Goby, ein nicht näher charakterisierter Informant, den der Detektiv bei schwierigen Recherchen engagiert, taucht zum ersten Mal auf – allerdings wird er hier von Rufus van Aldin engagiert. Er tritt in zwei weiteren Poirot-Romanen auf: Der Wachsblumenstrauß und Die vergessliche Mörderin.

## Verfilmungen

### Agatha Christie’s Poirot
Der Roman wurde 2005 als eine Folge der Fernsehserie Agatha Christie’s Poirot (Der blaue Express (2005)) verfilmt und am 11. Dezember 2005 von ITV ausgestrahlt. Mit David Suchet als Poirot, Roger Lloyd-Pack als Inspektor Caux, Elliott Gould als Rufus van Aldin, James D’Arcy als Derek Kettering und Alice Eve als Lenox Tamplin.
Die Verfilmung nimmt gegenüber dem Roman einige Änderungen vor. So reisen Ruth und ihr Liebhaber gemeinsam, auf der Flucht vor Ruths Ehemann. Ruth und Katherine lernen sich kennen. Sie tauschen auf Ruths Wunsch die Abteile und Ruth wird so bestialisch ermordet, dass ihr Gesicht völlig zerstört ist. Deshalb spekuliert Poirot, dass Katherine das eigentliche Opfer sein sollte. Ruths Mutter, eine Schauspielerin, ist nach der Geburt von Ruth wahnsinnig geworden. Ruths Vater hat sie in einem Kloster untergebracht, wo sie später Nonne geworden ist.
Am Ende des Films stirbt der Mörder, statt wie im Roman von der französischen Polizei verhaftet zu werden.

## Wichtige englischsprachige und deutschsprachige Ausgaben
- 1928, William Collins and Sons (London), March 29, 1928, Hardcover, 296 Seiten
- 1928, Dodd Mead and Company (New York), 1928, Hardcover, 306 Seiten
- 1930, Deutsche Erstausgabe in der Übersetzung aus dem Englischen von Ernst Simon, Wien: Amonesta-Verlag; Leipzig: Carl Emil Krug[4]
- 2004, Neue Übersetzung: Der blaue Express, aus dem Englischen von Gisbert Haefs, Frankfurt am Main: Fischer-Taschenbuch-Verlag[5]

## Sonstiges
Das Schreiben dieses Buches (von dem ein Teil auf den Kanarischen Inseln zu Beginn des Jahres 1927 entstanden ist) war eine Qual für Christie. Die Ereignisse von 1926, der Tod ihrer Mutter, das Scheitern ihrer Ehe, ihr Zusammenbruch und das zehntägige Verschwinden hatten tiefe psychologische Spuren hinterlassen. Nun geschieden von ihrem Mann und dringend Geld brauchend, kehrte sie zum Schreiben zurück. Sie hatte große Mühe mit der Geschichte und sie sagte später über diesen Roman, dass sie „ihn immer gehaßt hat.“ In ihrer Biographie beschreibt sie, wie sie immer wieder die Wörter gezählt hat, um endlich die Tortur beenden zu können. In diese Situation wollte sie nie wieder kommen, deshalb hielt sie in den 1940ern zwei Manuskripte für den Fall einer erneuten Schreibkrise zurück (Ruhe unsanft und Vorhang). Ihre volle Schaffenskraft erlangte die Autorin erst zwei Jahre später wieder zurück, als eine neue Hauptfigur die Christie-Bühne betrat: Miss Marple in ihrem ersten Roman Mord im Pfarrhaus.
The Mystery of the Blue Train wurde zuerst als Fortsetzungsroman in der Londoner Abendzeitung The Star in achtunddreißig nicht illustrierten Folgen von Mittwoch, den 1. Februar, bis Mittwoch, den 15. März 1928, veröffentlicht. Es wurden nur kleine Änderungen vorgenommen, die das Lesen in Fortsetzungen erleichtern sollten. Auch der Verweis auf die Daily Mail wurde entfernt, um nicht für einen Konkurrenten Werbung zu machen. Auch wurden einige Überschriften der Kapitel geändert.
Der Roman ist das einzige große Werk von Agatha Christie, dessen Erstausgabe im Vereinigten Königreich keinen Urheberrechts-Hinweis und kein Veröffentlichungsdatum enthält.

## Widmung
Christies Widmung in diesem Buch lautet:
„Für die beiden Ehrenmitglieder des O.F.D. – Carlotta und Peter“
Diese Widmung steht in direkter Beziehung zu den Ereignissen von 1926. Diese Ereignisse zeichneten sie für den Rest ihres Lebens. Christie musste erleben, wie viele Menschen, von denen sie in der Not Hilfe erwartet hatte, sich von ihr abwandten. Ein Mensch, der das nicht tat, war Charlotte Fisher (1901? – 1976), die bei Christie als Sekretärin und Kindermädchen für ihre Tochter Rosalind seit 1924 angestellt war. In der Aufarbeitung der Ereignisse von 1926 machte Christie „eine Bestandsaufnahme ihrer Freunde“. Agatha und Charlotte (die auch liebevoll sowohl „Carlo“ als auch „Carlotta“ gerufen wurde) teilten ihre Bekannten in zwei Gruppen: The Order of Rats (der Orden der Ratten) und The Order of Faithful Dogs (O. F. D.; Orden der treuen, zuverlässigen Hunde). Auf den ersten Platz in der letzten Gruppe kam Carlo für ihre tatkräftige Unterstützung. In dem BBC-Film Agatha Christie - Mein Leben in Bildern, eine Art Verfilmung ihrer Autobiografie, wird der menschlichen und beruflichen Beziehung von Christie und Carlo in der schweren Krise ausführlich Raum gewährt. Die Sekretärin feilte demnach auch an den Dialogen und am Plot mit.
Mitglied in dieser zweiten Gruppe war auch Peter, der geliebte Terrier, der 1924 für Rosalind angeschafft worden war. Peters Hingabe an Agatha in dieser Zeit hat sie ihm nie vergessen und sie legte diese Zuneigung auch schriftlich nieder, als sie 1930 an ihren zweiten Ehemann Max Mallowan schrieb: „Du hattest nie eine so wirklich schlechte Zeit, mit nichts mehr, als dass ein Hund zu Dir hält.“ Peter erhielt eine zweite Widmung im Roman Der ballspielende Hund von 1937 (wo er auch auf dem Schutzumschlag der Erstausgabe abgebildet war), ein Jahr bevor er starb. In ihrem letzten Roman, den sie vor ihrem Tod schrieb, Alter schützt vor Scharfsinn nicht, setzt sie einem Terrier ein liebevolles und ausführliches literarisches Denkmal: Der Roman endet mit einem Loblied auf den Hund, der in die kriminalistischen Ermittlungen eingebunden worden war.
Auch Charlotte Fisher, zusammen mit ihrer Schwester Mary, erhielt 1939 eine zweite Widmung in dem Roman Und dann gabs keines mehr.

## Hörbücher
- 2003 Der blaue Express (7 CDS): ungekürzte Lesung Sprecher: Martin Maria Schwarz. Regie: Hans Eckardt. Übersetzung von Gisbert Haefs. Verleger Marburg/Lahn: Verlag und Studio für Hörbuchproduktionen[14]